# Cantata de Chile
Cantata de Chile es una película social cubana de 1975 dirigida por Humberto Solás sobre la masacre de trabajadores en huelga en la Escuela Santa María de 1907 en Chile. El filme contiene poemas y canciones de Volodia Teitelboim, Pablo Neruda y Violeta Parra.

## Sinopsis
En 1907 los obreros calicheros del norte de Chile organizaron una huelga de gigantescas proporciones, con el propósito de mejorar las condiciones de vida de los miles de familias de mineros que eran explotados despiadadamente por las empresas salitreras extranjeras. 
La respuesta de la oligarquía chilena consistió en lo que históricamente se conoce como la masacre de Iquique, hecho vandálico que no consiguió aplastar la combatividad de la clase obrera chilena.

## Reparto
- Nelson Villagra como Ruiz
- Shenda Román
- Eric Heresmann
- Alfredo Tornquist
- Leonardo Perucci
- Peggy Cordero
- Flavia Ugalde
- Roberto Contreras
- Alejandro Pérez
- Pedro Chaskel
- Juan Seoane

## Premios
- 1976. Seleccionado entre los filmes más significativos del año, Selección Anual de la Crítica, Cuba
- 1976: Gran Premio Globo de Cristal, Festival Internacional de Cine de Karlovy Vary, Checoslovaquia
- 1976: Gran Premio Cacho de Ouro, Festival de Cine Agrícola y de Temática Rural. Santarem, Portugal
- 1977: Premio India Catalina de Oro, Premio del Jurado a la mejor dirección, Festival Internacional de  Cine de Cartagena, Colombia
- 1977: Premio de Oro, Festival Laceno d’Oro delle Nazione del Cinema  Neorealista, Avellino, Italia
- 1977: Premio del Jurado Colón de Oro y Premio del Público, Semana de Festival de Cine Iberoamericano de Huelva, España
- 1977: Filme destacado del año, Festival de Cine de Londres, Inglaterra
- 1981. Premio de la Organización para la Liberación de Palestina, Festival Internacional de cine de Damasco, Siria